# Batalla de Liegnitz (1760)
La batalla de Liegnitz (1760), también llamada Batalla de Legnica (1760), es un episodio de la guerra de los Siete Años, dentro de la tercera guerra de Silesia, que tuvo lugar el 15 de agosto de 1760 entre el ejército austriaco del general Ernst von Laudon y el ejército prusiano de Federico II.

## Antecedentes
Los ejércitos austriacos continuaron sus esfuerzos para reconquistar Silesia, que perdió Austria durante la Guerra de Sucesión de Austria. En julio de 1760 el general austriaco von Laudon arrebató a los prusianos la importante fortaleza de Glatz mientras que Federico II sufrió una derrota en el Sitio de Dresde. Los austriacos esperaron que entrasen en acción sus aliados rusos pues su ejército, que estaba compuesto por 60 000 hombres bajo el mando del mariscal Piotr Saltykov, se concentró en Poznan, Polonia, y se preparaba para marchar sobre Glogau. Pero los austriacos, cambiando sus planes, pidieron a Saltikov que marchase hacia Breslau, ciudad que está más cerca de las bases de Austria y menos expuestos a un ataque contra Federico II. Este cambio causó un retraso en la marcha de las fuerzas rusas. Sin embargo, von Laudon intentó tomar Breslau antes de la llegada de los rusos. La ciudad fue bombardeada pero su comandante, Friedrich von Tauentzien Bogislav, se negó a rendirse, mientras que el cuerpo del príncipe Henry de Prusia marchó a paso ligero y se interpuso entre rusos y austriacos. Esta serie de movimientos dieron tiempo a Federico II para marchar hacia Breslau. El cuerpo del príncipe Enrique permaneció bajo observación de los rusos. El ejército principal austriaco, comandado por el mariscal de campo von Daun , y el cuerpo secundario del conde Lacy se encontraron con las fuerzas de von Laudon: los tres ejércitos austriacos sumaban más de 100 000 hombres contra 30 000—50 000 de los ejércitos prusianos. Saltykov, después de muchas críticas por la lentitud de los austriacos, acordó pasar al sur del Oder un cuerpo de 20 000 hombres comandados por Zakhar Chernyshev para cubrir la retaguardia de von Laudon; sin embargo, este contingente no participó en la batalla.

## La batalla
Los dos ejércitos se enfrentan alrededor de la ciudad silesia de Liegnitz la actual Legnica en Polonia. Durante la noche, von Daun con su ejército vadearon el río Kaczawa para tratar de atacar la retaguardia de los prusianos, pero fue atacado por Federico II que se pone en marcha el 14 de agosto a las 8:00 p. m. y su vanguardia, poco después de la medianoche entró en contacto con las fuerzas de von Laudon. El cuerpo de ejército de Lacy, que se perdió en la oscuridad, llegó demasiado tarde para tomar parte en la batalla. El 15 de agosto aproximadamente a las cuatro de la madrugada la caballería austriaca atacó la posición prusiana, pero fue vencida por los húsares del general Zieten. Hubo un duelo de artillería que se decantó a favor de los prusianos cuando explotó una camioneta austriaca. La infantería austriaca intentó un ataque contra las líneas prusianas, pero fue detenida por fuego de artillería. Un contraataque de la infantería prusiana por el flanco izquierdo por las fuerzas del regimiento Anhalt-Bernburg los forzó a la retirada. Von Laudon tuvo que retirarse después de haber perdido más de 8000 hombres. Von Daun, siguiendo a los prusianos, llegó cerca de Liegnitz aproximadamente a las cinco de la mañana cuando ya se libra la batalla; intentó en vano cruzar un río con su caballería bajo el fuego de la artillería prusiana por lo que, a pesar de su superioridad numérica, renunció al ataque.

## Consecuencias
Federico II impidió una vez más a los austriacos permanecer en Silesia, pero su ejército, muy preparado, no pudo oponerse a las fuerzas austro-rusas cuando iniciaron la incursión sobre Berlín.